# 지방도 제727호선
지방도 제727호선은 전북특별자치도 무주군 안성면 죽천리 죽천삼거리에서 무주읍 읍내리 당산삼거리를 잇는 전북특별자치도의 지방도이다.

## 연혁
- 2014년 10월 24일 : 하조마을 우회도로(무주군 적상면 괴목리) 1.414km 구간 개통[1]

## 주요 경유지
- 무주군
  - 안성면 죽천삼거리 - 신무교 - 명천사거리 - 죽천리 - 용추사거리 - 용추교 - 공정리 - 덕산리 - 덕곡교 - 금평리 - (두문마을) - (미개통 구간)
  - 적상면 (미개통 구간) - 상조교 - 상조마을 - 괴목리 - (교량) - 하조사거리 - 하조교 - 괴목초등학교 - 포내리 - 무주댐 - 제2운평교 - 운평교 - 북창리 - 상곡교
  - 무주읍 상곡교 - 당산리 - 무주1 교차로 - 무주종합복지관 - 무주군보건의료원 - 무주경찰서 - 당산삼거리

## 도로명
- 무주군 안성면 죽천삼거리 ~ (두문마을) : 덕유산로
- 무주군 적상면 상조교 ~ 무주읍 무주1 교차로 : 괴목로
- 무주군 무주읍 무주1 교차로 ~ 당산삼거리 : 한풍루로